# Zastava Novog Zelanda
Zastava Novog Zelanda sastoji se od plave boje koja predstavlja boju oceana i boju neba koje se nalazi iznad otoka, a zvijezde označavaju zviježđe Južni križ. U gornjem lijevom uglu se nalazi zastava Velike Britanije koja označava povezanost Novog Zelanda i Velike Britanije.

## Vanjske poveznice
- Ministry of Culture and Heritage - New Zealand Flag   Arhivirana inačica izvorne stranice od 22. svibnja 2010. (Wayback Machine)
- Flags of the World